# محطة تكرير النفط بالصخيرة

محطة تكرير النفط بالصخيرة الواقعة على مسافة 350 كم جنوب العاصمة وستنجز هذه المحطة الجديدة لتكرير النفط شركة قطرية كانت قد فازت بطلب عروض دولي بتكلفة تقدر ب 1,8 مليار دولار، وستمكن هذه المحطة تونس من الاستغناء عن شراء النفط المكرر الغالي وبيع النفط الخام الرخيص وهو ما جعل الميزان النفطي التونسي سلبيا منذ بداية هذا القرن الواحد والعشرين فالمحطة الوحيدة الموجودة ببنزرت والمنشأة في 1963 أصبحت غير كافية لتلبية حاجيات تونس. وبفضل محطة التكرير الجديدة ينتظر أن يصبح الميزان التجاري النفطي التونسي (أي قيمة الصادرات النفطية ناقص قيمة الواردات النفطية) ايجابيا من جديد.

## مواضيع ذات علاقة
- مشاريع كبرى في تونس

## وصلات خارجية
- المشاريع الكبرى التي سترى النور في تونس نسخة محفوظة 10 فبراير 2009 على موقع واي باك مشين.
- المشاريع الكبرى التي سترى النور في تونس (2)[وصلة مكسورة]